# Andreas Brandstädt
Andreas Brandstädt (geboren 17. Januar 1949 in Arnstadt, Thüringen) ist ein deutscher Mathematiker und Informatiker.

## Leben und Werk
Brandstädt studierte Mathematik an der Friedrich-Schiller-Universität Jena und schloss mit der Promotion in Stochastik im Jahre 1976 ab. Er habilitierte sich 1983 auf dem Gebiet der in Komplexitätstheorie. Seit 1974 arbeitete er dort in der Gruppe seines akademischen Lehrers Gerd Wechsung.
Von 1991 bis 1994 war er Professor für Informatik an der Fakultät für Mathematik der Universität Duisburg, und von 1994 bis 2014 war er Professor für Theoretische Informatik an der Universität Rostock.
Er war Gastprofessor an den Universitäten Metz, Amiens und Clermont-Ferrand (Frankreich) und der Universität Primorska in Koper (Slowenien). Er war zu verschiedenen Konferenzen in Argentinien, Österreich, Weißrussland, Brasilien, Kanada, China, Frankreich, Griechenland, Indien, Israel, Norwegen, Polen, Slowenien und der Schweiz als eingeladener Vortragender.
Brandstädt ist ein aktiver Forscher auf den Gebieten Graphenalgorithmen, Diskrete Mathematik, Kombinatorische Optimierung und Graphentheorie. Häufig verwendet er bei seiner Forschung die Baumstruktur von Graphen und Hypergraphen zur Untersuchung von Hyperbäumen, chordalen Graphen und stark chordalen Graphen. Er war vielfach Mitglied des Programmkomitees der Tagungsreihe Workshop on Graph-Theoretic Concepts in Computer Science; viermal war er Mitorganisator dieser Konferenz. Weiterhin ist er Mitglied des Herausgebergremiums der Zeitschrift Discrete Applied Mathematics.

## Schriften (Auswahl)
- Graphen und Algorithmen, Teubner-Verlag, Stuttgart, 1994, ISBN 3-519-02131-5
- mit Van Bang Le und Jeremy P. Spinrad: Graph Classes: A Survey, SIAM Monographs on Discrete Mathematics and Applications, Philadelphia, PA, 1999, 2nd edition 2004, ISBN 0-89871-432-X
- mit Jeremy P. Spinrad und Lorna K. Stewart: Bipartite permutation graphs, Discrete Applied Math. 18, 1987, S. 279–292
- mit Feodor Dragan, Victor Chepoi und Vitaly Voloshin: Dually chordal graphs, In: SIAM J. Discrete Math.  11, 1998, S. 437–455
- mit Feodor Dragan, and Ekkehard Köhler: Linear time algorithms for Hamiltonian problems on (claw,net)-free graphs, SIAM J. Comput. Vol 30 No. 5, pp. 1662–1677, 2000
- mit Van Bang Le, and R. Sritharan: Structure and linear-time recognition of 4-leaf powers, ACM Transactions on Algorithms Vol. 5, Issue 1, Article No. 11, 2008
- mit Raffaele Mosca: Dominating Induced Matchings for P7-Free Graphs in Linear Time, Algorithmica Vol 68, pp. 998-1018, 2014